# Колорадо (река)
Колора́до (англ. Colorado River, исп. Río Colorado) — крупная река на юго-западе США и крайнем северо-западе Мексики. Длина — 2334 км. Площадь бассейна — 637 137 км².
Берёт начало в Скалистых горах штата Колорадо и течёт преимущественно на юго-запад, вплоть до водохранилища Мид на границе Аризоны и Невады, откуда резко поворачивает на юг и течёт в этом направлении уже вплоть до своего устья. Пересекая границу с Мексикой, река Колорадо образует обширную дельту, впадая в Калифорнийский залив Тихого океана. Когда-то это утверждение было ещё вполне справедливым. За последние 20 лет речная вода лишь пять раз достигала Калифорнийского залива — во время очень сильных паводков. Последний случай, когда воды реки дошли до моря, произошёл в паводок 1998 года.
Известная своими глубокими каньонами, река Колорадо является также необходимым источником воды для нужд сельского хозяйства и населения городов на обширной территории юго-запада страны. Течение реки и её притоков контролируется множеством плотин, водохранилищ и деривационных каналов, несущих воду как внутри бассейна реки Колорадо, так и за его пределы, и обеспечивающих водой около 40 млн человек. Река активно используется для производства электроэнергии. Начиная с середины XX столетия, чрезмерное использование воды рек бассейна для орошения и других нужд привело к тому, что сегодня Колорадо всё чаще не достигает Калифорнийского залива, за исключением наиболее многоводных годов.
Первые охотники и собиратели, ведущие кочевой образ жизни, населили бассейн реки Колорадо по меньшей мере 8000 лет назад. В период между 2000 и 1000 лет назад население бассейна начало формировать крупные оседло-земледельческие цивилизации, некоторые из которых позже стали одними из наиболее развитых индейских культур Северной Америки. Изменение климата и нерациональное использование земли привели к упадку отдельных культур, тогда как другие этнические группы продолжали проживать в регионе и далее, а многие проживают и до сегодняшнего дня. Европейцы впервые вошли в бассейн реки в XVI веке; ранние отношения европейцев с коренным населением ограничивались главным образом торговлей пушниной в верховьях Колорадо, а также спорадическими торговыми отношениями в нижнем течении реки.
Даже после того, как в 1846 году бассейн Колорадо стал частью США, значительная часть течения реки была совершенно неизученной, а местонахождение её истоков и устья зачастую становилось предметом мифов и спекуляций. Река исследовалась множеством экспедиций. Одной из первых была экспедиция Пауэлла, прошедшая через пороги Гранд-Каньона в 1869 году. Крупномасштабное заселение бассейна Колорадо европейцами началось в середине XIX века; появление судоходства обеспечило транспортное сообщение вдоль рек Колорадо и Хила и способствовало развитию в регионе торговли. Заселение верхней части бассейна Колорадо связано с найденными здесь в 1860-е и 70-е годы крупными запасами золота.
На рубеже XIX и XX веков в бассейне реки Колорадо начинается масштабное строительство гидротехнических сооружений; собрание договоров и руководств по развитию Колорадо человеком известно как «Закон реки». Основной движущей силой гидротехнических и инженерных проектов было федеральное правительство, хотя в этом участвовали и многие государственные и частные компании; большая часть плотин была построена между 1910 и 1970 годами. На сегодняшний день Колорадо является одной из самых контролируемых рек в мире. Тем не менее, снижение расхода воды и чрезмерное использование водных ресурсов к середине XXI века может привести к их недостатку, поставив под угрозу водоснабжение и производство электроэнергии.

## Этимология
Открыта испанскими конкистадорами в 1539—1540 годах и названа ими «Красная река» (исп. Rio Colorado) за цвет воды, обусловленный переносом размываемых красных пород.

## Течение

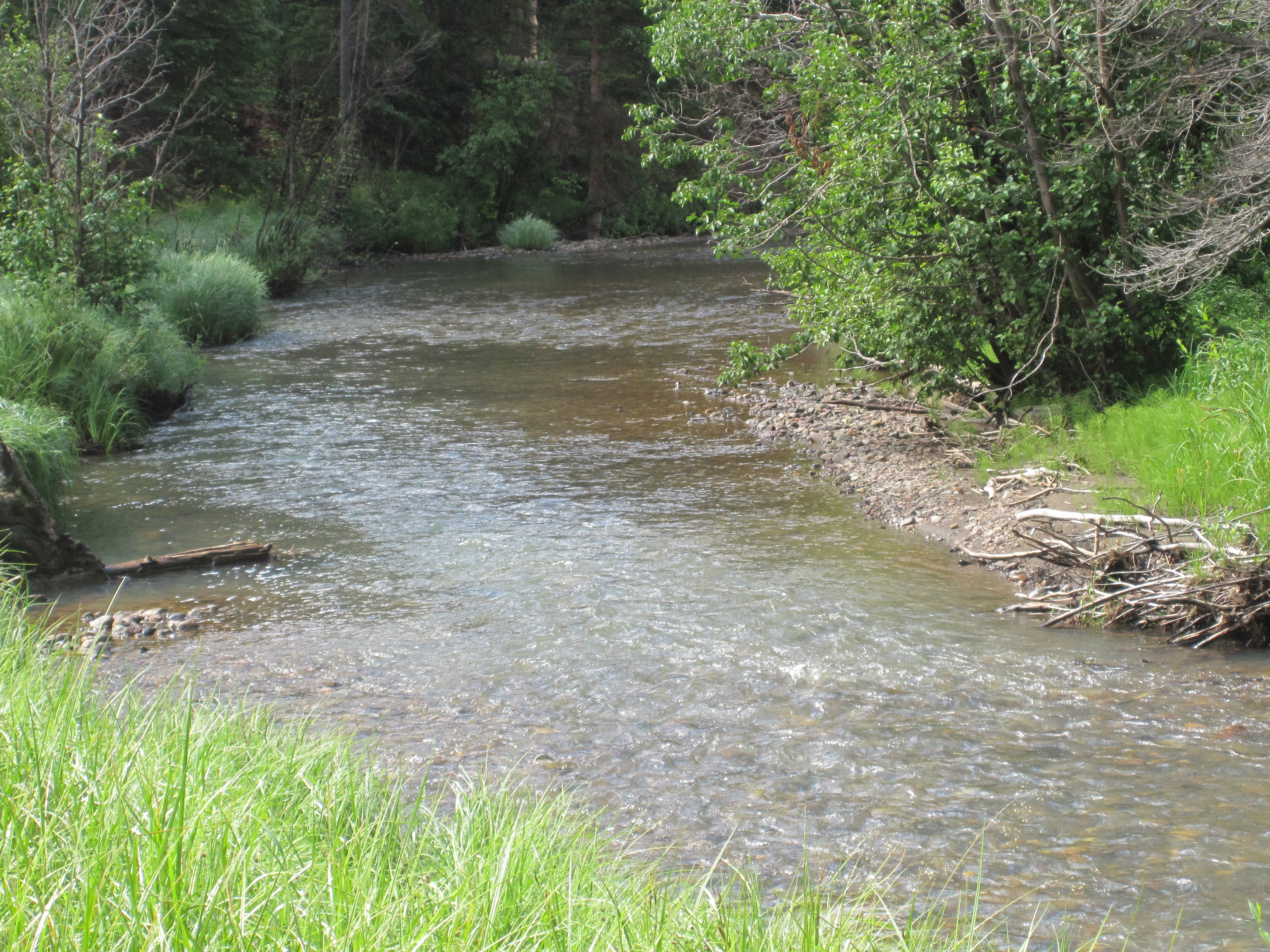
Река Колорадо недалеко от своего истока, национальный парк Роки-Маунтин

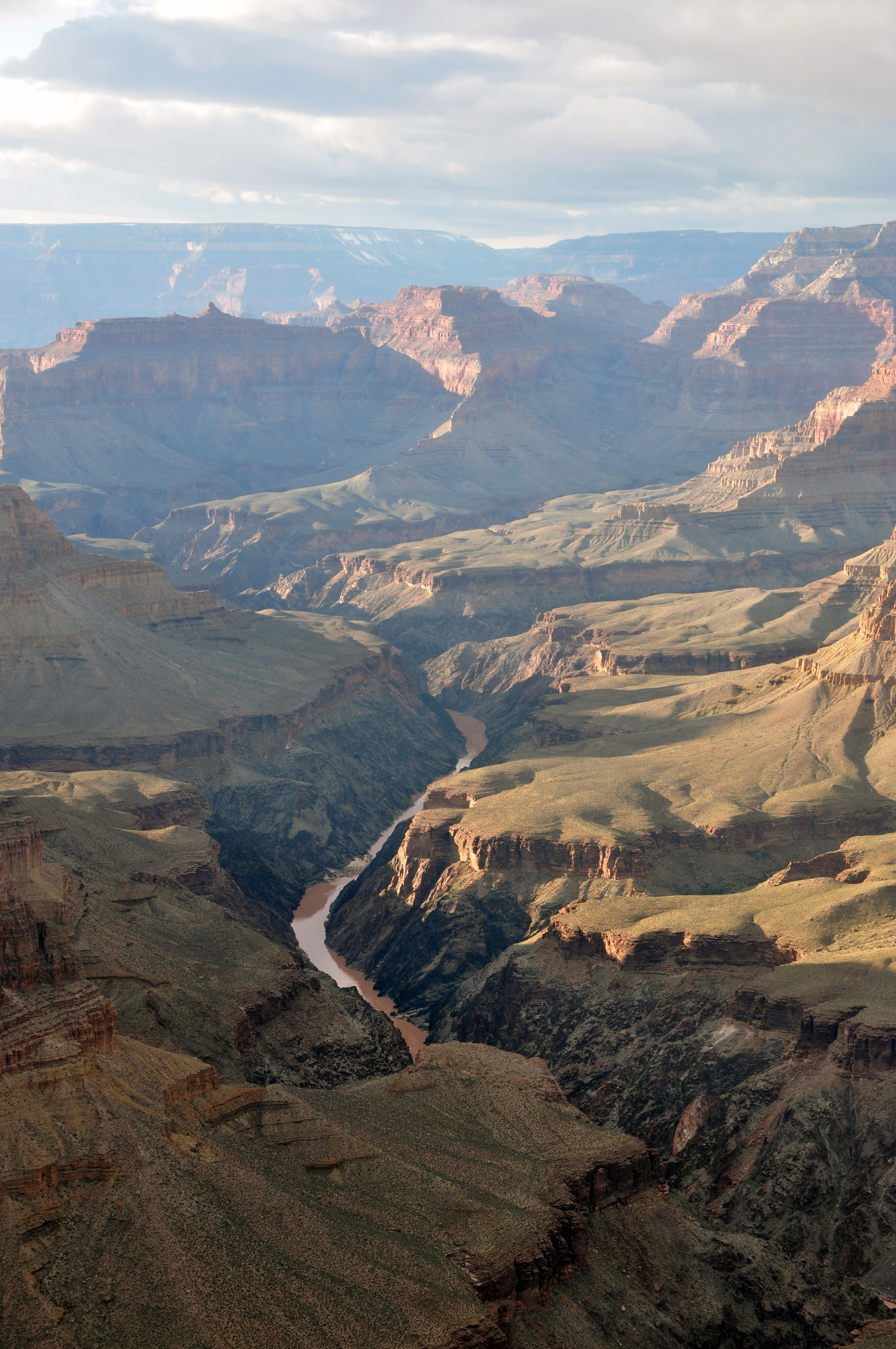
Река Колорадо в районе Большого каньона, вид из Хермитс-Рест

Колорадо берёт начало в районе перевала Ла-Пудр, в южной части Скалистых гор, на территории штата Колорадо, примерно в 97 км к северо-востоку от Денвера, на высоте 3104 м над уровнем моря. Река сперва течёт на юг, а затем, ниже озера Гранд, поворачивает на запад. После прохождения города Кремлинг, Колорадо образует несколько узких каньонов, включая Гор, Гленвуд и Де-Бек. Река спускается на равнину в месте впадения в неё притока Ганнисон, перед тем, как образовать петлю в пустыне штата Юта, отклонившись к северо-западу. Прорезая свой путь через плато Колорадо, река образует вдоль своего русла каньон Катаракт, а также другие ущелья. Здесь же Колорадо принимает крупный северный приток Грин-Ривер, впадающий в реку перед водохранилищем Пауэлл, которое обязано своим появлением плотине Глен-Каньон, лежащей в 320 км ниже по течению, на северной границе штата Аризона..
На севере Аризоны река проходит через место, называемое Лис-Ферри — официальную точку раздела нижнего и верхнего бассейна Колорадо. Затем Колорадо течёт в южном направлении, после чего поворачивает на запад, где протекает через знаменитый Гранд-Каньон. Ниже водохранилища Мид — крупнейшего в США искусственного водоёма, сформированного плотиной Гувера — река резко поворачивает на юг. Далее река входит в нижнюю долину Колорадо, где она сперва образует часть границы Аризоны и Невады, а затем границу Аризоны и Калифорнии. Здесь же находится плотина Империал, где значительная часть воды реки забирается на орошение долины Империал в Калифорнии. Ниже устья реки Хила Колорадо образует небольшой участок государственной границы США и Мексики, прежде чем течь уже полностью по территории Мексики, где по ней проходит граница мексиканских штатов Нижняя Калифорния и Сонора, вплоть до своего устья. В Мексике на реке стоят города Мехикали и Сан-Луис-Рио-Колорадо.
Колорадо впадает в Калифорнийский залив Тихого океана в 121 км к югу от города Юма, штат Аризона.
Высота, с которой воды истоков реки спускаются к океану, составляет 3104 метра. Выше водохранилища Мид, за исключением нескольких участков, Колорадо представляет собой быструю бурную реку. В то же время ниже плотины Гувера Колорадо является довольно медленной рекой. В верхнем течении река обычно имеет ширину от 60 до 150 м, тогда как в нижнем течении — от 150 до 300 м. Средняя глубина меняется от 3 до 9 м; хотя на некоторых участках в нижнем течении она составляет всего 0,6—2,4 м, а в районе Гранд-Каньона достигает отметки 34 м.

## Расход воды и притоки
| Расход воды реки Колорадо в Лис-Ферри по месяцам | Расход воды реки Колорадо в Лис-Ферри по месяцам | Расход воды реки Колорадо в Лис-Ферри по месяцам | Расход воды реки Колорадо в Лис-Ферри по месяцам | Расход воды реки Колорадо в Лис-Ферри по месяцам | Расход воды реки Колорадо в Лис-Ферри по месяцам | Расход воды реки Колорадо в Лис-Ферри по месяцам | Расход воды реки Колорадо в Лис-Ферри по месяцам | Расход воды реки Колорадо в Лис-Ферри по месяцам | Расход воды реки Колорадо в Лис-Ферри по месяцам | Расход воды реки Колорадо в Лис-Ферри по месяцам | Расход воды реки Колорадо в Лис-Ферри по месяцам | Расход воды реки Колорадо в Лис-Ферри по месяцам | Расход воды реки Колорадо в Лис-Ферри по месяцам |
| Месяцы                                           | Месяцы                                           | Ян.                                              | Фев.                                             | Март                                             | Апр.                                             | Май                                              | Июнь                                             | Июль                                             | Авг.                                             | Сент.                                            | Окт.                                             | Ноябрь                                           | Дек.                                             |
| ------------------------------------------------ | ------------------------------------------------ | ------------------------------------------------ | ------------------------------------------------ | ------------------------------------------------ | ------------------------------------------------ | ------------------------------------------------ | ------------------------------------------------ | ------------------------------------------------ | ------------------------------------------------ | ------------------------------------------------ | ------------------------------------------------ | ------------------------------------------------ | ------------------------------------------------ |
| Расход воды                                      | футы³/с                                          | 9650                                             | 9740                                             | 10 500                                           | 16 000                                           | 28 000                                           | 32 800                                           | 18 300                                           | 13 200                                           | 10 900                                           | 9530                                             | 9620                                             | 9440                                             |
| Расход воды                                      | м³/с                                             | 273,3                                            | 275,8                                            | 297,3                                            | 453,1                                            | 792,9                                            | 928,8                                            | 518,2                                            | 373,8                                            | 308,7                                            | 269,9                                            | 272,4                                            | 267,3                                            |

До начала строительства на реке гидротехнических сооружений Колорадо ежегодно выносила в Калифорнийский залив около 18,63 км³ воды, что соответствует среднему расходу воды 610 м³/с. В то же время, режим реки был крайне непостоянен. Максимальный когда-либо зафиксированный расход воды был отмечен в 1884 году и составил 10 900 м³/с, а минимальный — в 1935 году и составил 11,9 м³/с (оба рекорда были зафиксированы в Топок, штат Аризона). Для сравнения, сегодняшний расход воды Колорадо на территории большей части Невады, Аризоны и Калифорнии редко превышает 990 м³/с или падает ниже 110 м³/с. Современный годовой объём стока меняется от 27,38 км³ в 1984 году до 4,69 км³ в 2002 году, что соответствует среднему расходу воды от 870 до 150 м³/с.
От 85 до 90 % расхода воды Колорадо обусловлено таянием снегов в Скалистых горах. Остальные 10—15 % обусловлены другими источниками, главным образом подземными водами и летними муссонными штормами. Последние нередко приводят к сильным, но небольшим по охвату территории наводнениям на нижних притоках реки, однако не привносят значительный вклад в сток Колорадо. Расход воды в устье реки неуклонно снижается с начала XX века, и во многие годы после 1960 года Колорадо вовсе не достигала Калифорнийского залива. Расходы на орошение, испарение с поверхности водохранилищ, а также, возможно, и изменение климата способствуют снижению стока. К примеру, река Хила, в прошлом — один из крупнейших притоков Колорадо, сегодня обычно представляет собой лишь тонкую струйку воды, что обусловлено использованием её вод для нужд ферм и населённых пунктов в центральной Аризоне. Средний расход воды в самой северной точке участка, где река формирует границу США и Мексики, ниже таких сооружений как Олл-Американ-канал и Акведук реки Колорадо, составляет лишь около 58 м³/с, что соответствует годовому стоку 1,84 км³. В 1984 году из-за рекордного количества осадков и интенсивного таяния снегов расход воды в этой точке составлял 647 м³/с, а годовой сток — 20,35 км³. Геологическая служба США имеет 46 гидрологических постов вдоль реки Колорадо, начиная от озера Гранд в верховьях реки, заканчивая границей между США и Мексикой.
Колорадо принимает более 25 значительных притоков, из которых Грин-Ривер является крупнейшим как по длине, так и по расходу воды. Река Хила является вторым притоком по длине и крупнейшим по площади бассейна, однако, даже до строительства плотин, её расход воды составлял менее трети от расхода воды реки Грин-Ривер.
В XXI река Колорадо находилась в состоянии практически непрервыного периода засухи. В 2023 году, для предотвращения дальнейшей обмелении реки семь штатов договорились уменьшить забор воды.
| Длиннейшие притоки Колорадо | Длиннейшие притоки Колорадо | Длиннейшие притоки Колорадо | Длиннейшие притоки Колорадо | Длиннейшие притоки Колорадо | Длиннейшие притоки Колорадо | Длиннейшие притоки Колорадо |
| Название                    | Длина                       | Длина                       | Площадь бассейна            | Площадь бассейна            | Расход воды                 | Расход воды                 |
|                             | мили                        | км                          | мили²                       | км²                         | футы³/с                     | м³/с                        |
| --------------------------- | --------------------------- | --------------------------- | --------------------------- | --------------------------- | --------------------------- | --------------------------- |
| Грин-Ривер                  | 730                         | 1170                        | 48 100                      | 125 000                     | 6048                        | 171,3                       |
| Хила                        | 649                         | 1044                        | 58 200                      | 151 000                     | 247                         | 7,0                         |
| Сан-Хуан                    | 383                         | 616                         | 24 600                      | 64 000                      | 2192                        | 62,1                        |
| Литл-Колорадо               | 356                         | 573                         | 26 500                      | 69 000                      | 424                         | 12,0                        |
| Долорес                     | 229                         | 369                         | 4574                        | 11 850                      | 633                         | 17,9                        |
| Ганнисон                    | 164                         | 264                         | 7930                        | 20 500                      | 2570                        | 73                          |
| Верджин                     | 162                         | 261                         | 13 020                      | 33 700                      | 239                         | 6,8                         |

## Бассейн

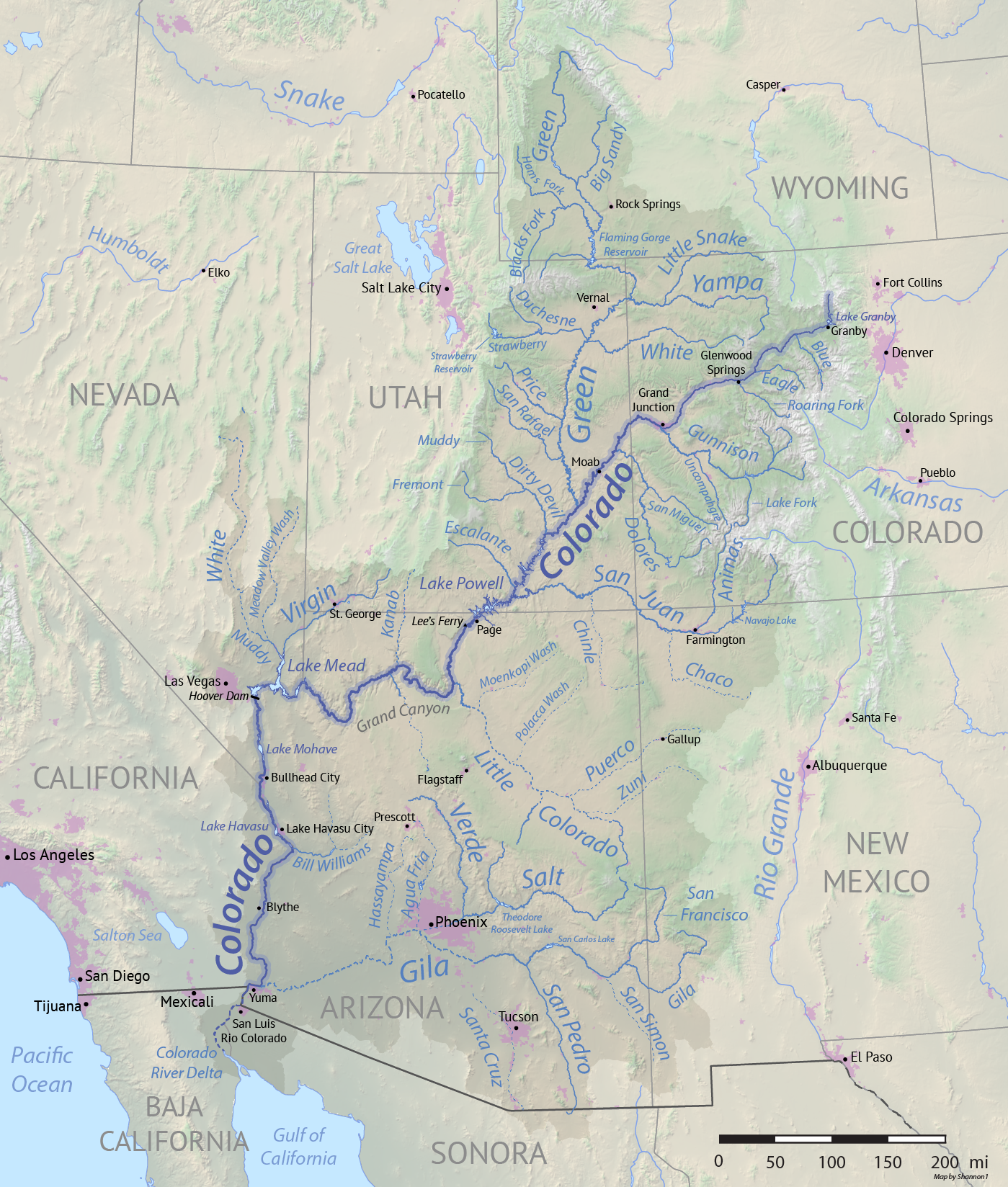
Схема бассейна реки Колорадо

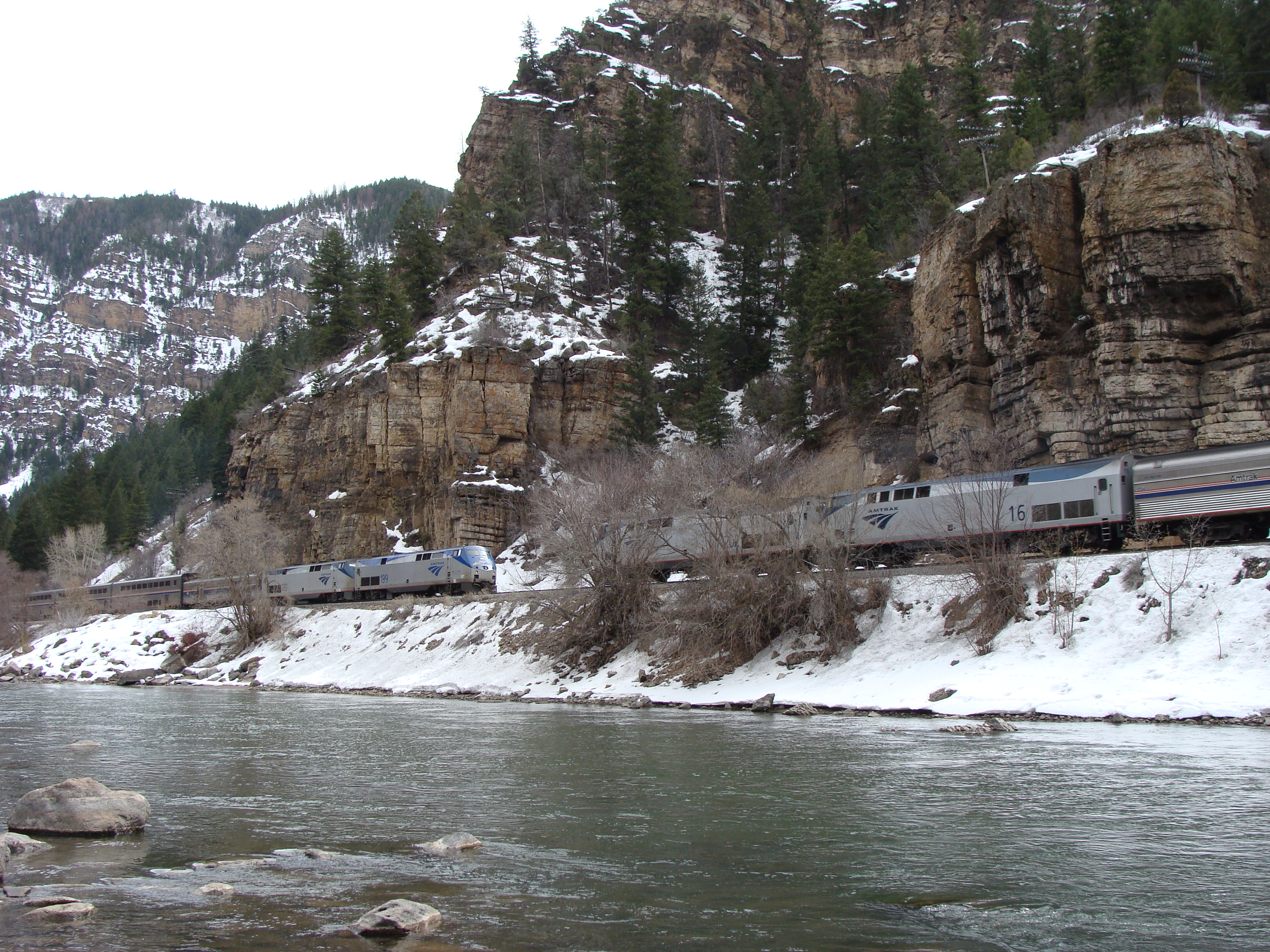
Колорадо в каньоне Гленвуд

Бассейн реки Колорадо включает территорию площадью 640 тысяч км² в юго-западной части североамериканского континента, являясь седьмым крупнейшим бассейном Северной Америки.
Около 618 тысяч км² (97 %) территории бассейна находится на территории США. Водосбор включает части американских штатов Аризона, Калифорния, Колорадо, Нью-Мексико, Невада, Юта и Вайоминг, а также части двух мексиканских штатов — Нижняя Калифорния и Сонора.
Большая часть бассейна представляет собой засушливые пустынные районы Соноры, Мохаве и обширного плато Колорадо; в Скалистых горах, а также в некоторых других гористых районах, имеются значительные лесные массивы. Высота территории бассейна меняется от уровня моря в устье реки до более чем 4000 м в горах штата Колорадо и западного Вайоминга, со средней высотой около 1700 м над уровнем моря.
Климат в разных районах бассейна довольно различен. Экстремальные температуры изменяются от 49 °C в пустынных районах до −46 °C зимой в Скалистых горах. Средний годовой уровень осадков составляет 170 мм и меняется от более 1000 мм в некоторых районах Скалистых гор до 15 мм в мексиканской части бассейна. Верхняя часть бассейна получает осадки главным образом зимой и ранней весной, тогда как нижняя часть — в ходе летних ураганов, приносимых муссонами.
По данным на 2010 год, в бассейне реки проживают около 12,7 млн человек. Крупнейшими городскими территориями бассейна являются Финикс (Аризона) и Лас-Вегас (Невада). Довольно большая плотность населения отмечается также в нижнем течении Колорадо, ниже дамбы Дэвис. Территория Бассейна Колорадо характеризуется одним из наиболее высоких приростов населения в США. В одной лишь Неваде в период с 1990 по 2000 года население возросло на 66 %, а в Аризоне за тот же период — на 40 %.
Бассейн Колорадо граничит со множеством других водосборов Северной Америки. Американский континентальный водораздел составляет большую часть восточной границы бассейна, отделяя его от водосборов рек Йеллоустон и Платт на северо-востоке и от истоков реки Арканзас на востоке. Все эти реки принадлежат к системе Миссисипи. Далее, к югу, бассейн Колорадо граничит с водосбором реки Рио-Гранде, которая также как и Миссисипи несёт свои воды в Мексиканский залив. Кроме того, бассейн Колорадо имеет границу с несколькими небольшими бессточными областями в северо-западной Мексике и крайнем юге Аризоны.
На небольшом участке в районе хребта Уинд-Ривер, в западном Вайоминге, бассейн Колорадо граничит с водосбором реки Снейк, притока Колумбии. Далее, к юго-западу от этого участка, бассейн Колорадо ограничивает обширную бессточную область, известную как Большой Бассейн, гранича с водосборами Большого Солёного озера и реки Севир в центральной Юте, а также с несколькими другими водосборами в южной Юте и Неваде. На западе, в Калифорнии, бассейн Колорадо граничит с множеством небольших водосборов, наиболее значительный из которых — бассейн Солтон-Си. На юге бассейн граничит с водосборами рек Сонойта, Консепсьон и Юки; все они впадают в Калифорнийский залив.

## Геология

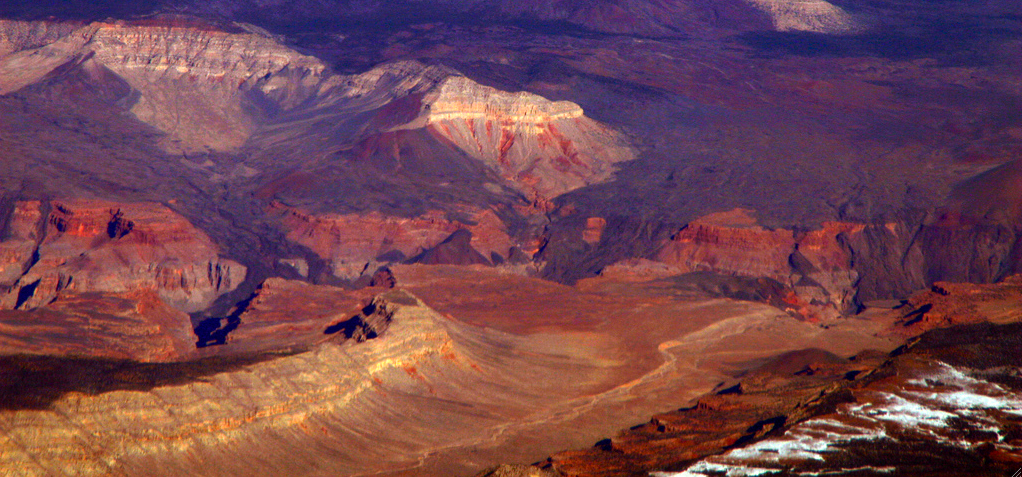
Потоки базальтовой лавы спускались к Гранд-Каньону, перегораживая реку Колорадо более 10 раз за последние 2 млн лет

Во время мелового периода, около 100 млн лет назад, большая часть современного запада Северной Америки всё ещё была частью Тихого океана. В результате столкновения плиты Фараллон и Северо-Американской плиты в период 50—75 млн лет назад, в ходе процессов, известных как Ларамийский орогенез, поднялись Скалистые горы. Изначально река Колорадо протекала в западном направлении. В результате поднятия территории, Грин-Ривер отклонилась от своего первоначального течения к Миссисипи и повернула к западу, неся свои воды в реку Колорадо. Около 20—30 млн лет назад вулканическая деятельность, связанная с горообразованием, привела к появлению таких образований, как горы Чирикауа в юго-восточной Аризоне, а также к накоплению в районе бассейна большого количества вулканических обломков и вулканического пепла. Плато Колорадо начало подниматься в эоцен, однако достигло своей современной высоты лишь около 5 млн лет назад. Примерно в это же время река Колорадо приняла своё современное течение в Калифорнийский залив.
Процессы, в результате которых Колорадо приняла своё нынешнее течение, точно не определены. До того, как 5—15 млн лет назад в результате разломных процессов вдоль границы Северо-Американской и Тихоокеанской плит был образован Калифорнийский залив, река Колорадо текла в западном направлении, впадая в Тихий океан предположительно в районе залива Монтерей в центральной Калифорнии, сформировав при этом подводный каньон Монтерей. Поднятие гор Сьерра-Невада, начавшееся около 4,5 млн лет назад, смещало Колорадо к югу, в район Калифорнийского залива. Плато Колорадо поднималось 2,5—5 млн лет назад; в это время река всё ещё текла по первоначальному руслу, начиная формировать Гранд-Каньон. Первоначальное течение реки сыграло важную роль в формировании других географических объектов бассейна.

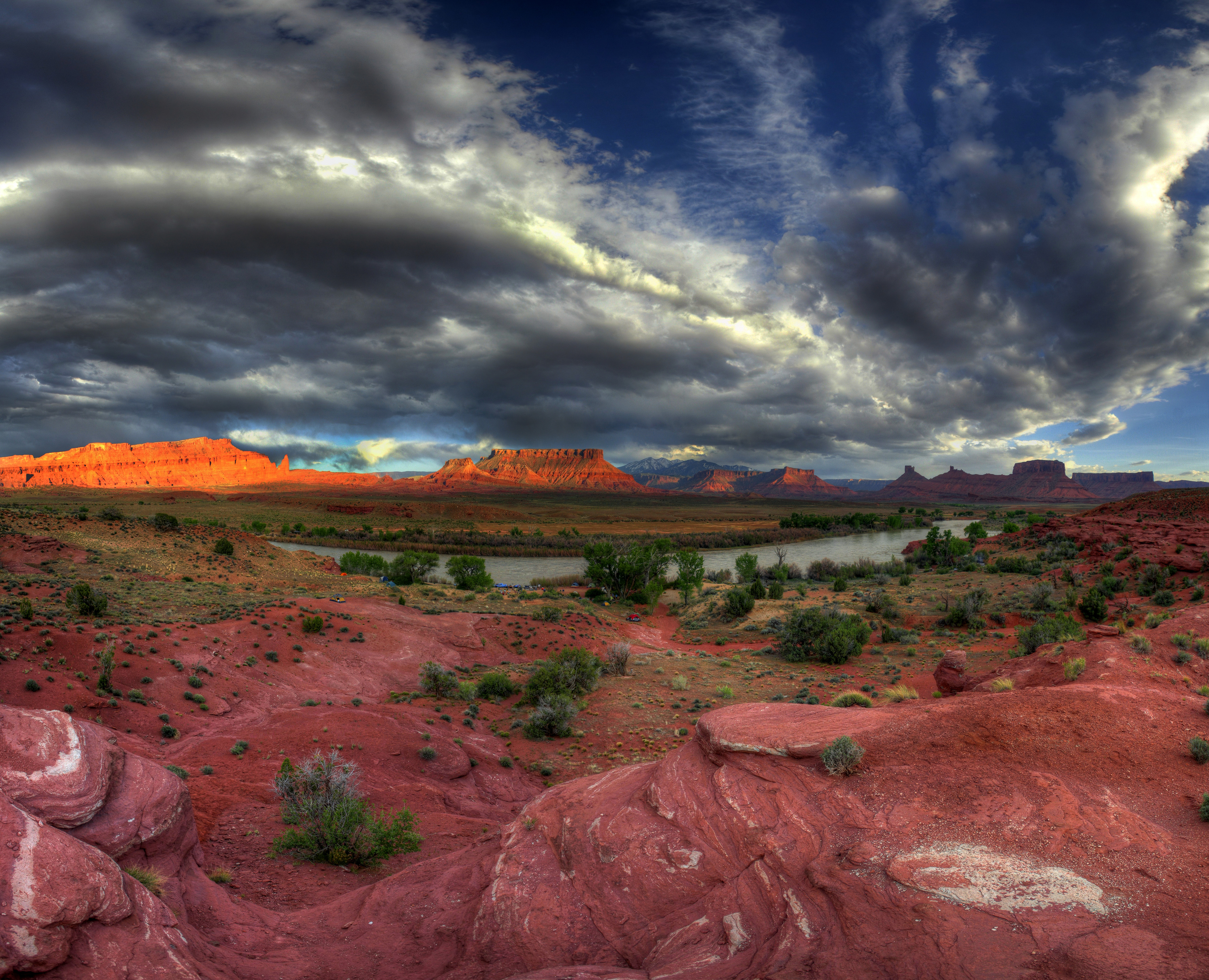
Колорадо выше по течению от города Моаб, штат Юта

Материал, принесённый рекой с плато, сформировал обширную дельту, отделив северную часть залива от океана примерно 1 млн лет назад. Отрезанная от океана часть в конечном итоге испарилась и образовала местность, известную как Солтон-Синк, высота которой составляет 79 м ниже уровня моря. Тем не менее, с тех пор река меняла своё течение в районе Солтон-Синк как минимум 3 раза, превращая эту местность в обширное озеро Кауилья, которое при максимальном разливе достигало современного города Индио, Калифорния. После очередного изменения течения, когда Колорадо вновь стала впадать в залив, озеро высохло. Образование современного озера Солтон-Си можно связывать со сходным, более поздним изменением русла реки.
Между 1,8 млн и 10 тысячами лет назад значительные потоки базальтовой лавы сформировали в северной Аризоне вулканическое плато Айнкарет, перегородив реку Колорадо в районе Гранд-Каньона. Были образованы по меньшей мере 13 лавовых плотин, крупнейшая из которых, 700 м высотой, перегородила реку примерно в 800 км от современного города Моаб, Юта. Отсутствие отложений материала на этом сегменте реки свидетельствует о том, что большинство таких плотин не просуществовали и нескольких десятилетий, прежде чем быть смытыми водой реки. Размыв лавовых плотин вызывал крупнейшие на континенте наводнения, масштаб которых может сравниться разве что с наводнениями, вызванными прорывом древнего ледникового озера Мизула на северо-западе современных США. Картирование осадочного материала наводнений показывает, что гребни волн достигали в районе Гранд-Каньон высоты 210 м, а пиковый поток достигал расхода 500 000 м³/с.

## История

### Коренное население

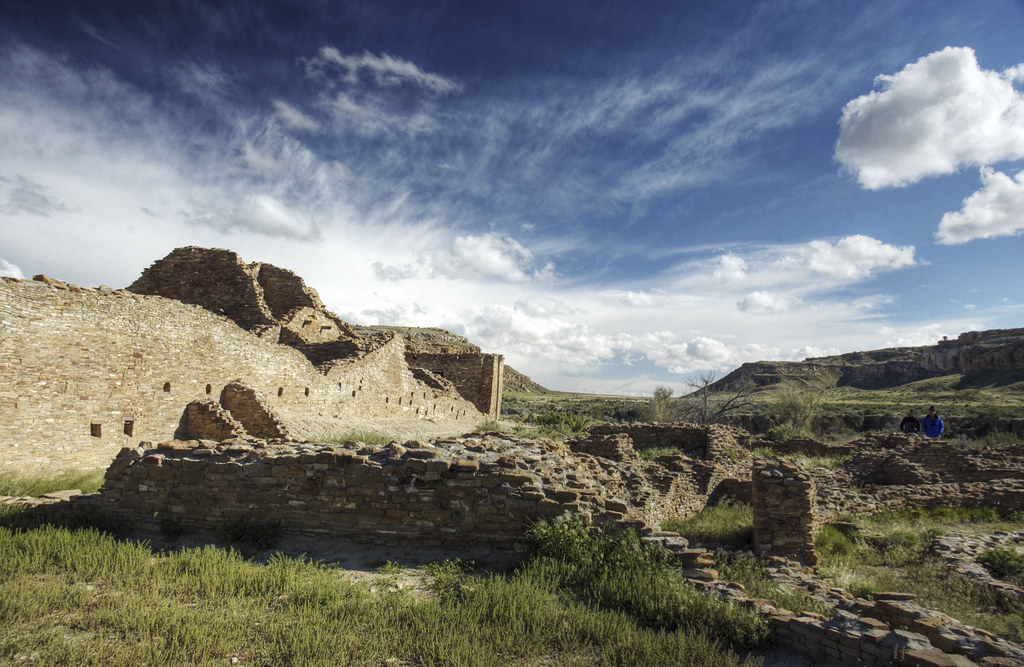
Поселения в скалах подобное этому были построены коренным населением бассейна Колорадо около 700—2000 лет назад

Первые люди бассейна Колорадо принадлежали к палеоиндейским культурам Кловис и Фолсом, которые пришли на плато Колорадо около 12 000 лет назад. Тем не менее, население региона было довольно незначительным вплоть до возвышения Пустынной архаичной культуры, которая составляла большую часть населения бассейна в период с 8 до 2 тыс. лет назад. Представители этой культуры вели преимущественно кочевой образ жизни, занимались собирательством и охотой на небольших животных. Другой значительной группой населения была Фремонтская культура, представители которой населяли плато Колорадо в период между 2000 и 700 лет назад. Фремонтцы были, вероятно, первыми людьми в бассейне Колорадо, которые культивировали некоторые растения, строили дома, используя кирпичную кладку, а также оставили после себя большое количество наскальных рисунков и петроглифов, многие из которых сохранились до наших дней.
В начале нашей эры население бассейна реки Колорадо начало формировать общества, экономика которых основывалась на сельскохозяйственной деятельности. Некоторые из них в последующие столетия выросли в хорошо организованные цивилизации, насчитывающие десятки тысяч человек. Цивилизация анасази, проживавшая в районе Четырёх Углов, была последователем Пустынной архаичной культуры. Анасази преобладали в бассейне реки Сан-Хуан, с центром их цивилизации в каньоне Чако, в северном Нью-Мексико. В каньоне и прилегающих территориях они построили более 150 многоэтажных сооружений-поселений, известных как «большие дома», крупнейший из которых, Пуэбло-Бонито, включает более 600 комнат. Представители цивилизации хохокам являлись потомками тольтеков, которые мигрировали в долину реки Хила из центральной Мексики около I века н. э. Между 600 и 700 годами они начинают использовать орошение в крупных масштабах. Разветвлённая система ирригационных каналов на реках Хила и Солт имела по различным оценкам длину от 290 до 480 км и могла использоваться для орошения территории площадью от 10 до 100 тысяч гектаров. Обе цивилизации имели на пике своего развития значительное население; численность анасази составляла от 6 до 15 тыс. человек, а численность хохокам — от 30 до 200 тыс. человек.
Крупная засуха в начале XIV века стала серьёзным ударом по цивилизациям бассейна реки Колорадо, многие из которых пришли в упадок. Некоторые анасази мигрировали в долину реки Рио-Гранде в центральной части Нью-Мексико и южной части Колорадо, став предками таких народов на хопи, зуни, лагуна и акома. Многие из племён, которые будут населять эти земли во время контактов с европейцами, являлись потомками древних цивилизаций асанази и хохокам, в то время как другие уже имели долгую историю проживания в данном регионе или миграции из близлежащих территорий. Индейцы навахо, входящие в группу носителей атабаскских языков, пришли в бассейн Колорадо с севера, около 1025 года. Вскоре они стали преобладать на этих землях; их территория включала части современных Аризоны, Нью-Мексико, Юты и Колорадо — традиционной территории проживания анасази.

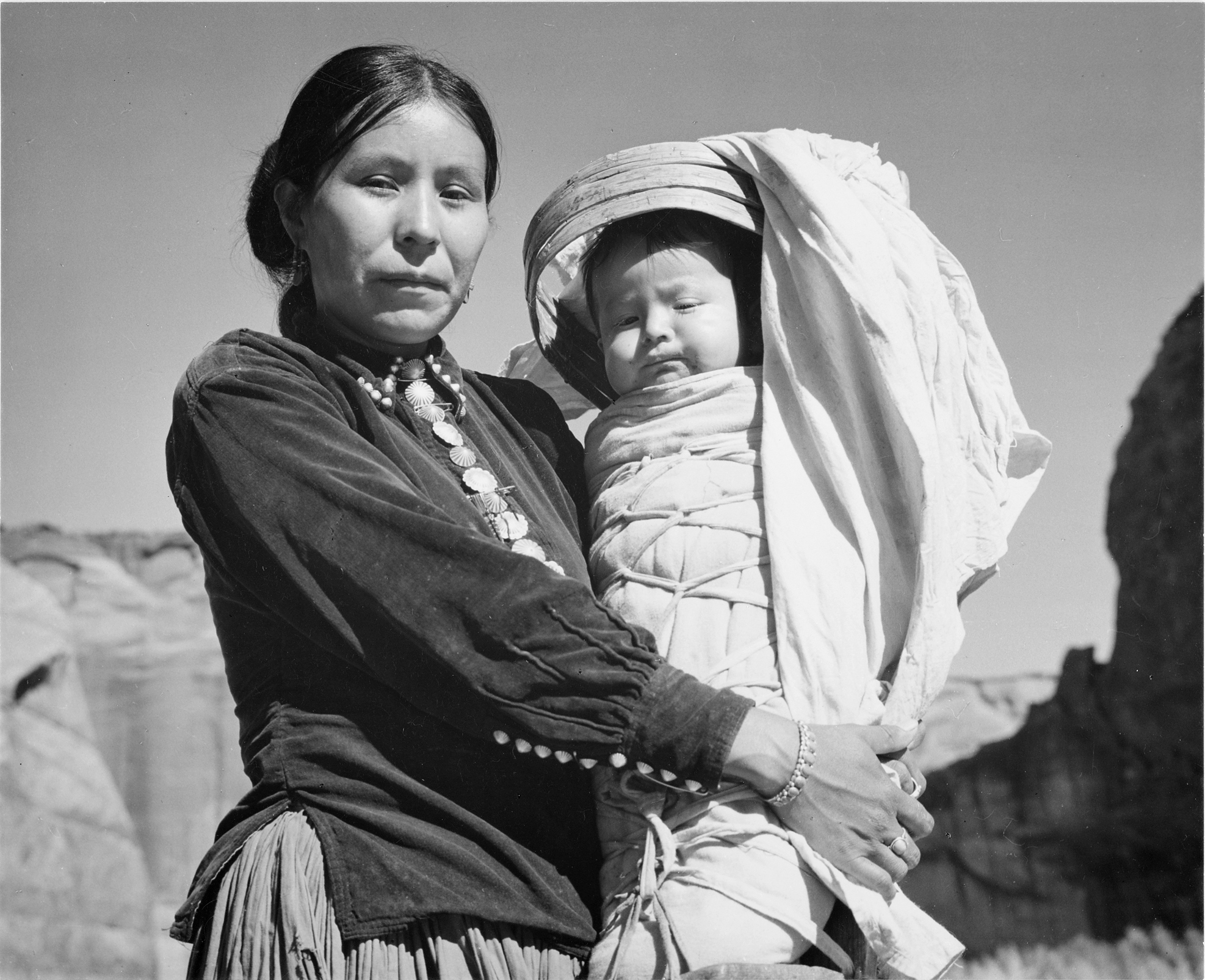
Женщина с ребёнком из племени навахо, фото Энсела Адамса, 1944 год

Индейцы мохаве населили пойму реки Колорадо ниже Блэк-Каньон, начиная с XIII века. Они занимались рыболовством и сельским хозяйством, используя ежегодные разливы реки, а также орошение своих полей. Юты населяли северную часть бассейна реки, начиная с первых лет нашей эры, однако они не были преобладающим племенем в районе Четырёх Углов до XVI века. Кроме того, вдоль реки Колорадо и её притоков проживали такие народы как апачи, марикопа, пима, хавасупай, валапай и многие другие.
Первые контакты с европейцами коренным образом изменили жизнь индейцев. Испанцы познакомили навахо с овцами и козами. В середине XVI века юты получили от испанцев лошадей, распространив их среди других народов бассейна реки Колорадо. Лошади стали широко использоваться для охоты и преодоления значительных расстояний. Наиболее воинственные племена, такие как юты и навахо, стали часто использовать лошадей и в военных целях, что было их преимуществом перед племенами, медленно принимавшими лошадей, например гошутами и южными пайютами.
Постепенное продвижение европейских и американских исследователей и поселенцев на территорию региона приводило к конфликтам, которые вынуждали коренное население этих мест покидать свои традиционные места проживания. После приобретения этих земель у Мексики в ходе Американо-мексиканской войны 1846 года, вооружённые силы США под командованием Кита Карсона стали наступать на земли навахо после безуспешных попыток ограничить их территорию. В ходе событий, известных сейчас как Длинная прогулка навахо (Long Walk of the Navajo), пленных погнали из Аризоны в Форт-Саммер, Нью-Мексико; многие из них погибли в дороге, не выдержав трудностей пути. Через 4 года навахо подписали договор об установлении резервации на Четырёх Углах, известной сегодня как Навахо-Нейшен — крупнейшей резервации индейцев США.
Мохаве были изгнаны со своей территории после серии мелких стычек, нападений на караваны повозок в 1850-е годы и кульминационного сражения с американскими войсками в 1859 году, решившего исход войны Мохаве. В 1870 году мохаве были переселены в резервацию Форт-Мохаве, а часть из них — в резервацию Колорадо-Ривер, изначально созданную для мохаве и чемеуэви в 1865. На территорию последней в 1940-е годы были также переселены некоторые хопи и навахо, и эти четыре племени теперь составляют там единую геополитическую общность — «Индейские племена реки Колорадо» (англ. Colorado River Indian Tribes).

### Исследователи

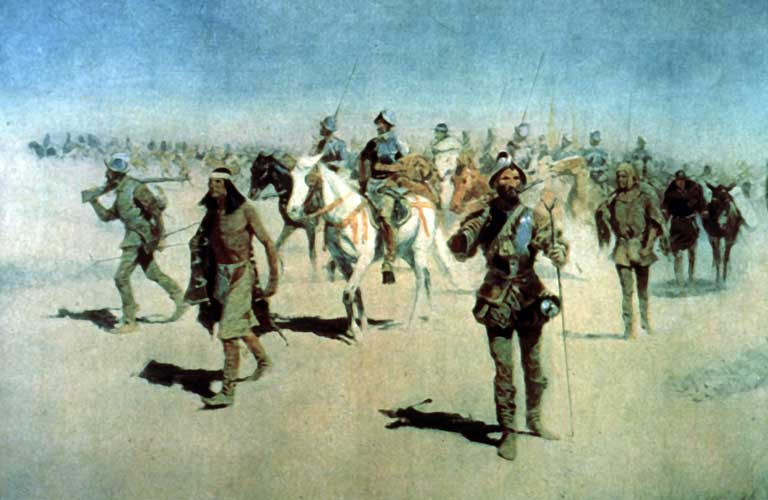
«Коронадо идёт на север», Фредерик Ремингтон, около 1905 года

В XVI веке испанцы начали исследовать и колонизировать запад Северной Америки. Первоначальным мотивом продвижения в этом направлении были поиски Семи золотых городов, которые согласно легенде были построены индейцами где-то на юго-западе. Первым подтверждённым европейцем, достигшим Колорадо, был Франсиско де Ульоа, проплывший через Калифорнийский залив и поднявшийся на небольшое расстояние вверх по дельте реки в 1536 году. Экспедиция Франциско Васкеса де Коронадо 1540—1542 годов также началась как поиск легендарных золотых городов, однако, узнав от местного населения о крупной реке на западе, Коронадо отправил Гарсию Лопеса де Карденас с небольшим контингентом на её поиски. Продвигаясь с сопровождением из индейского племени хопи, Карденас стал первым европейцем, увидевшим Гранд-Каньон. После неудачной попытки спуститься к реке Карденас и его люди покинули район ущелья.
В 1540 году Эрнандо де Аларкон и его флот достигли устья реки с целью обеспечить дополнительные поставки экспедиции Коронадо. Аларкон, скорее всего, проплыл вверх по Колорадо примерно до современной границы Аризоны и Калифорнии, однако, так и не встретив Коронадо, был вынужден вернуться обратно. Мельчор Диас достиг дельты реки в том же году в надежде встретиться с Аларконом, однако тот к этому времени уже покинул данные места. Диас назвал реку Рио-дель-Тисон («головня») из-за увиденного им способа, применяемого местным населением для того, чтобы согреть себя. Название Тисон сохранялось на протяжении двух последующих столетий, тогда как название «Колорадо» изначально было применено к одному из притоков реки Хила (возможно, к реке Верде) приблизительно в 1720 году. Первая известная карта реки Колорадо была составлена французским картографом Жаком Николя Беллином в 1743 году.
В течение XVIII и начала XIX веков многие американцы и испанцы предполагали существование реки Буэнавентура, которая спускается со Скалистых гор в Юте или Колорадо и впадает в Тихий океан. На самом деле название Буэнавентура было дано реке Грин-Ривер Сильвестре Велесом де Энкаланте около 1776 года, однако он не знал, что Грин-Ривер впадает в Колорадо. Многие более поздние карты изображали верховья Грин-Ривер и Колорадо, соединяющиеся с рекой Севир и озером Юта; далее Колорадо текла на запад через горы Сьерра-Невада и впадала в Тихий океан в Калифорнии. Первопроходец Джедедайя Смит в 1826 году достиг нижней части Колорадо через каньон реки Вирджин. Он назвал реку «Сидскиди». Так как Грин-Ривер была известна торговцам пушниной, Смит правильно предположил, что Колорадо является её продолжением, а не отдельной рекой. Экспедиция Джона Фримонта 1843 года доказала, что Большой Бассейн не пересекает ни одна река, что официально опровергнуло миф о Буэнавентуре.

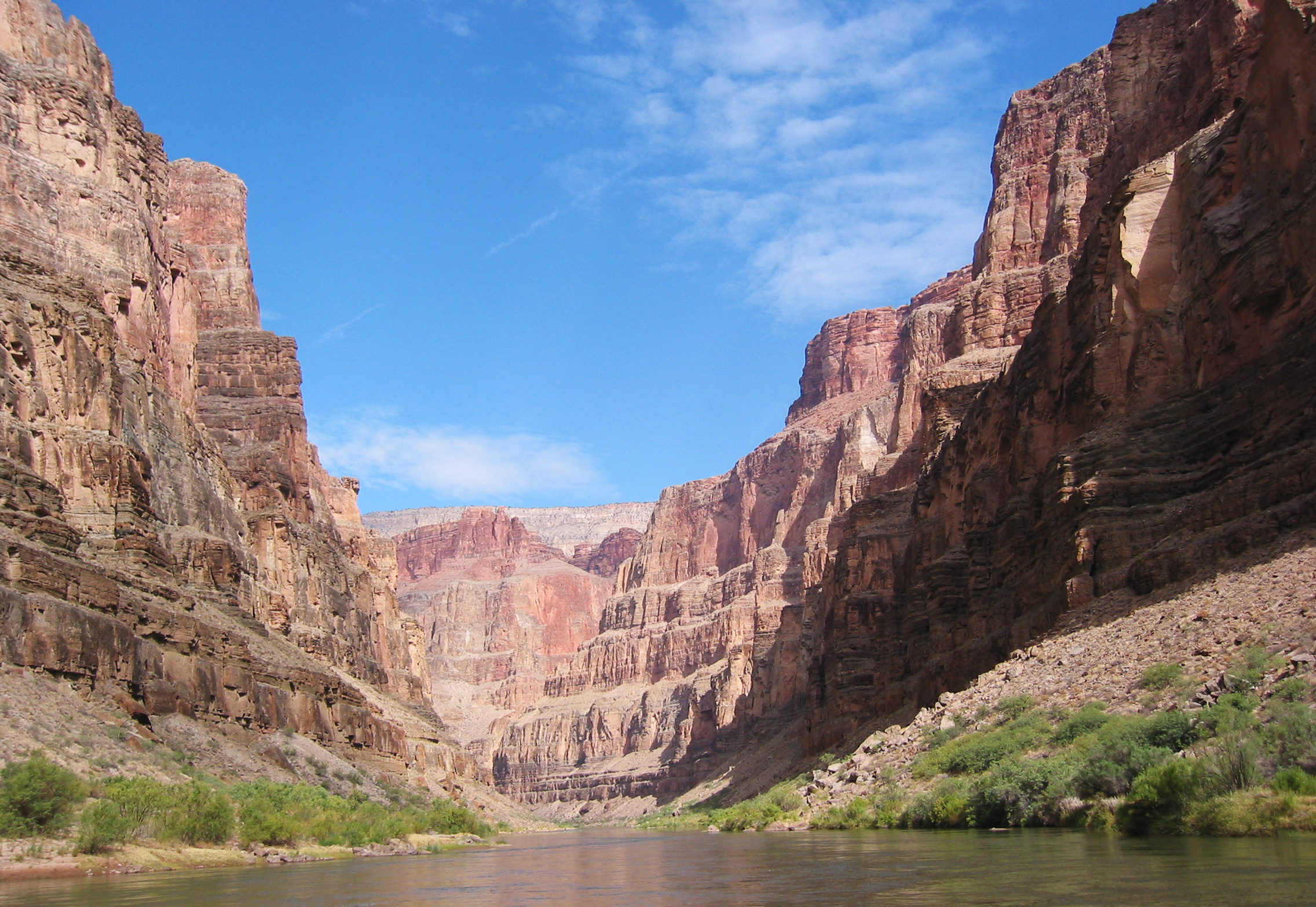
Каньон Марбл (часть Гранд-Каньона) — одно из многочисленных ущелий, через которые проходила экспедиция Пауэлла

В 1857 году лейтенант Джозеф Кристмас Ивс возглавил экспедицию по исследованию возможности использования реки Колорадо для навигации. Специально построив для этого пароход, Ивс и его люди поднялись вверх по реке вплоть до места, известного как каньон Блэк, на современной границе штатов Аризона и Невада. После многочисленных случаев саждения на мель и других происшествий, тормозящих продвижение, Ивс заявил: «Наша команда была первой и, несомненно, будет последней командой европейцев, кто посетили эту бесполезную местность. Кажется, что по замыслу природы вдоль большей части своего величественного и одинокого пути Колорадо всегда должна быть непосещаемой и нетронутой».
Вплоть до середины XIX века значительные участки Колорадо и Грин-Ривера между Вайомингом и Невадой оставались почти полностью неисследованными из-за удалённости и трудностей навигации. Из-за сильного различия высот этих рек были довольно популярны слухи о крупных водопадах и опасных порогах, причём индейские сказки лишь укрепляли доверие к ним. В 1869 году ветеран гражданской войны Джон Уэсли Пауэлл возглавил экспедицию от города Грин-Ривер в Вайоминге вниз по обеим рекам до Сент-Томас в Неваде, недалеко от современной плотины Гувера. В мае Пауэлл и ещё 9 человек тронулись в путь. 28 августа три человека Пауэлла покинули экспедицию, убеждённые, что они не выживут, проходя через Гранд-Каньон. Тем не менее, эти люди были убиты индейцами или поселенцами-мормонами, а оставшиеся участники экспедиции прошли дальше через пороги каньона и достигла Сент-Томаса уже через 2 дня после этого. Исследователи дали имена множеству объектов, расположенных вдоль рек Колорадо и Грин-Ривер. В 1871 году Пауэлл возглавил вторую экспедицию по рекам, на этот раз уже при финансовой поддержке правительства США.

### Поселенцы

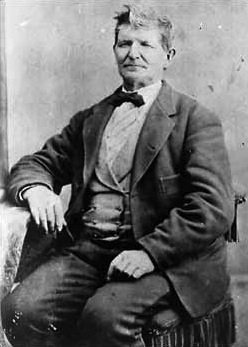
Джон Ли — человек, установивший первую постоянную паромную переправу через Колорадо

К середине XIX столетия американские поселенцы расселились по обширной территории запада страны, при этом до 1850-х годов практически избегая бассейна реки Колорадо. Одними из первых постоянных поселенцев в регионе были мормоны. В 1865 году мормонские колонисты основали Сент-Томас при впадении реки Вирджин в Колорадо. Поселение достигло пика населения (около 600 человек), прежде чем быть полностью заброшенным в 1871 году и далее служить убежищем для преступников и угонщиков скота.
В 1878 году мормоны основали в восточной Юте, на реке Грин-Ривер, поселение Вернал. Чуть позже они также заселили долину реки Литл-Колорадо, основав такие поселения как Сент-Джонс, Аризона. Начиная с 1871 года ими была заселена также и долина реки Хила. Мормоны также были одними из первых поселенцев, которые начали строить в бассейне реки плотины и ирригационные каналы для полива своих полей пшеницы, овса и ячменя. Мормонской колонизации Аризоны способствовало существование паромной переправы, которая была основана в Лис-Ферри и начала действовать с марта 1864 года. Данное место было единственным участком реки на многие километры как вниз, так и вверх по течению, где склоны каньона опускались, что делало возможным существование переправы. Джон Дойл Ли основал на этом месте более постоянную паромную переправу в 1870 году. В 1928 году паром затонул; в том же году в 8 км ниже по течению через реку был построен мост Навахо.

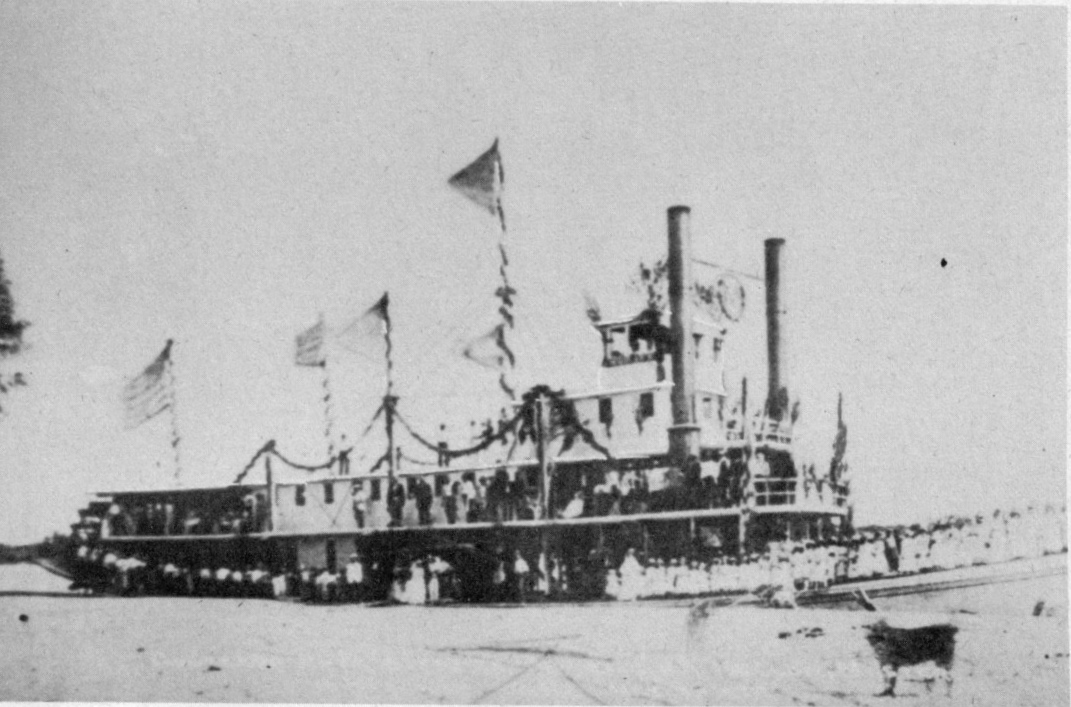
Пароход «Мохаве» в Юме, около 1876 года

Нахождение золота на рубеже XIX и XX веков сыграло важную роль в привлечении поселенцев в верхнюю часть бассейна. В 1859 году группа авантюристов из Джорджии нашли золото вдоль Блу-Ривер в Колорадо и основали поселение Брекенридж. В 1875 году ещё более значительные залежи были найдены вдоль рек Анкомпагр и Сан-Мигель, также в Колорадо, что привело к основанию поселений Урей и Тельюрайд соответственно. Поскольку большая часть золота в верховьях Колорадо и её притоков залегает в виде жил, для его извлечения требовались горнодобывающие системы и техника. Горнодобывающая промышленность и сегодня играет важнейшую роль в экономике верхней части бассейна Колорадо.
Начиная со второй половины XIX века, нижняя часть реки Колорадо, вплоть до каньона Блэк, становится важным торговым путём. В 1852 году пароход Uncle Sam был запущен для обеспечения поставок в Форт-Юма. Хотя это судно наткнулось на песчаную отмель и затонуло в самом начале своей карьеры, торговля на реке развивалась довольно быстро из-за дешевизны речного транспорта по сравнению с наземным. Из-за мелкого и извилистого русла судоходство на Колорадо было опасным. Пароходы быстро становятся основным источником торговли и связи вдоль реки и держат эту позицию вплоть до начала конкуренции со стороны железных дорог в 1870-е годы и дальнейшего строительства плотин, которые не имели шлюзов.
Вплоть до 1921 года верховья Колорадо выше слияния с Грин-Ривер официально не рассматривались как часть реки. С 1836 года этот участок был известен как Гранд-Ривер. В 1921 году Эдвард Тейлор, член палаты представителей от штата Колорадо, обратился в Комитет по внутренней и внешней торговли конгресса США с предложением переименовать участок Гранд-Ривер в Колорадо. Тейлор отмечал, что сам факт того, что река Колорадо берёт начало вне границ его штата, является «омерзительным». 25 июля, несмотря на возражения представителей от Вайоминга и Юты, а также Геологической службы США, и их замечания о том, что Грин-Ривер имеет большую длину и площадь бассейна выше слияния с Колорадо, название было официально изменено.

## Гидротехнические сооружения
Около 36—40 млн человек зависят от воды реки Колорадо, которую они используют как для сельскохозяйственных, так и для бытовых нужд. Колорадо является одной из наиболее контролируемых рек в мире. Более 29 крупных плотин и сотни миль каналов снабжают питьевой водой города, обеспечивают орошение около 16 000 км² полей и вырабатывают более 12 млрд кВт⋅ч электроэнергии в год.
В 1890 году был построен первый деривационный канал в рамках проекта Гранд-Дич, который отводил воду с горного хребта Невер-Саммер в верховьях реки Колорадо в населённый городской коридор Фронт-Рендж. Строительство канала осуществлялось главным образом мексиканскими и японскими рабочими и было инженерным чудом своего времени, ежегодно отводя около 0,0218 км³ воды через водораздел. Строительство канала было столь актуальным ввиду того, что 75 % осадков в этих местах выпадает к западу от Скалистых гор, тогда как 80 % населения проживает к востоку от них. Осуществление проекта Колорадо-Биг Томпсон также предполагалось на конец XIX века, однако началось лишь в 1930-х годах. На сегодняшний день проект позволяет увеличить объём воды, проходящей через водораздел, более чем в 11 раз.

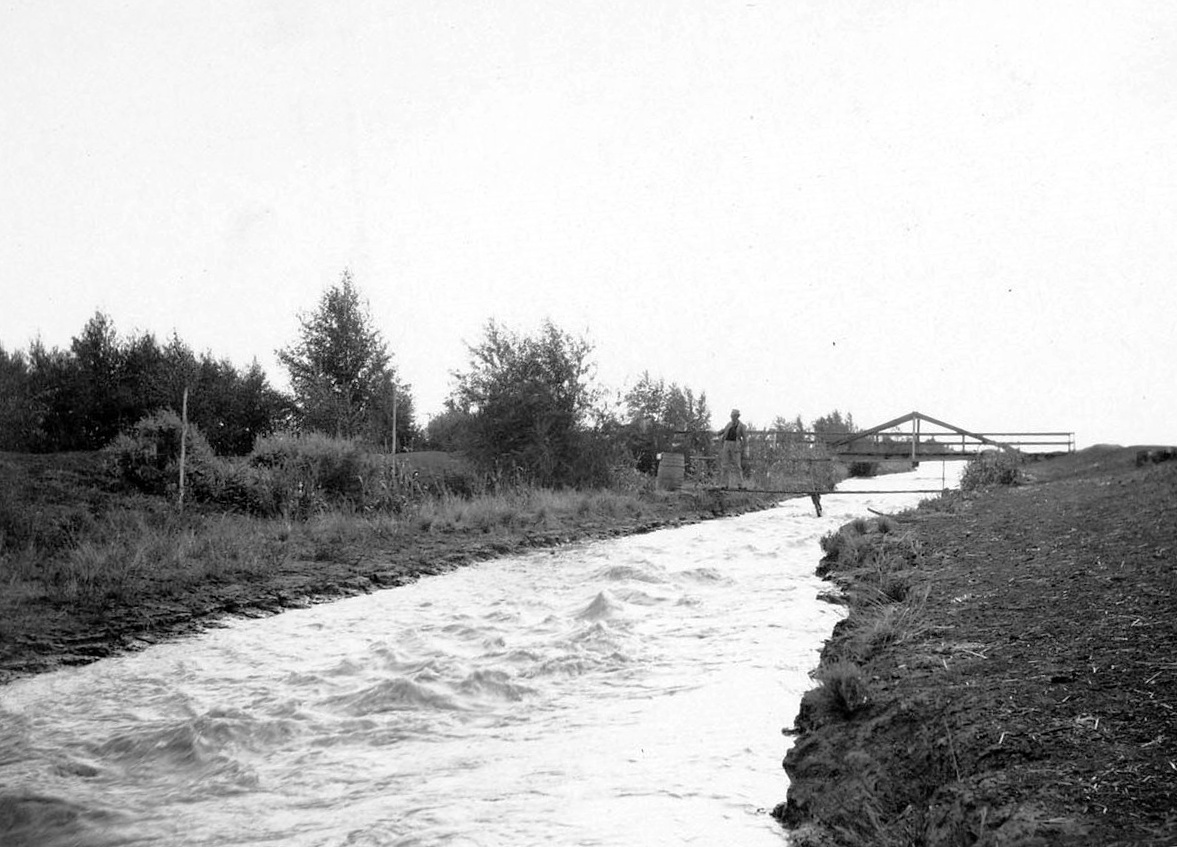
Канал Аламо

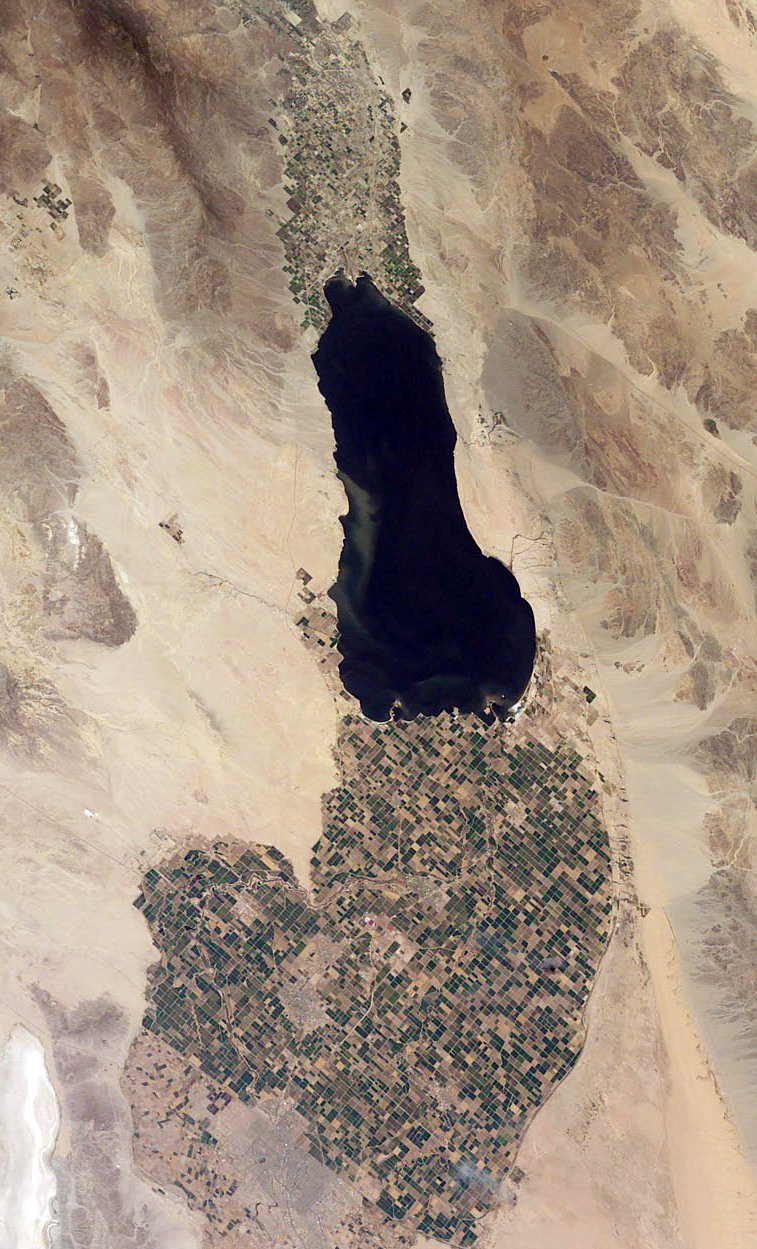
Солтон-Си — озеро, образовавшееся в результате разрушения верхней части канала Аламо в 1905 году. На фото видны поля плодородной долины Империал, для орошения которых сегодня используется Олл-Американ-канал

Между тем крупномасштабное строительство предпринималось и на другой оконечности реки Колорадо. В 1890 году предприниматели из Калифорнийской компании развития пришли к выводу, что долина Империал в южной Калифорнии является замечательным местом для развития сельского хозяйства с помощью ирригационной системы, используя при этом воду из реки Колорадо. Инженер Джордж Каффи был нанят для разработки канала Аламо, который отводил воды из реки Колорадо вблизи горы Пилот-Ноб, изгибался к югу и нёс воду в реку Аламо — сухое русло, ранее разгружавшееся в местность, известную как Солтон. Строительство канала и развитие сельского хозяйства способствовало строительству в долине Империал городов и увеличению там населения. Уже к 1903 году сельскохозяйственные угодья в долине Империал составляли более 40 000 га.
В начале 1905 года сильные наводнения разрушили верхнюю часть канала и вода начала неконтролируемо прорываться в долину Империал. 9 августа в канал свернула вся река Колорадо. Попытки прекратить прохождение воды по каналу и построить на реке Колорадо плотину выше канала были почти безуспешны. Прошло около двух лет и было потрачено более 3 млн $ прежде чем Южная тихоокеанская транспортная компания, Калифорнийская компания развития и федеральное правительство сумели вернуть реку в своё русло. Тем не менее, часть долины Империал была затоплена, образовав огромное озеро Солтон-Си, существующее и сегодня. После предотвращения непосредственной угрозы наводнений стало ясно, что требуется более постоянное решение для контроля течения реки.
В 1922 году 6 американских штатов, территория которых расположена в бассейне реки Колорадо, подписали соглашение, формально разделявшее бассейн на верхнюю часть (выше Лис-Ферри) и нижнюю (ниже Лис-Ферри). Верхний бассейн включает территории штатов Колорадо, Нью-Мексико, Юты, Вайоминга, а также небольшую часть Аризоны; нижний бассейн включает большую часть Аризоны, Калифорнию, Неваду, части Нью-Мексико и Юты. Каждый из двух бассейнов получал право на использование 9,3 км³ воды в год — значения, которое составляло примерно половину минимального расхода воды в районе Лис-Ферри. Позже, в 1944 году, был подписан договор с Мексикой, который давал этой стране право на использование 1,9 км³ воды Колорадо в год. Кроме того, штат Аризона не подписывал соглашения 1922 года вплоть до 1944 года из-за опасений того, что Калифорния будет использовать слишком большой объём воды в нижнем бассейне для своих нужд, оставив лишь малую часть для нужд Аризоны. 2 этих и 9 других соглашений и договоров, подписанных между 1922 и 1973 годами, составили то, что сейчас известно как Закон реки (Law of the River).
30 сентября 1935 года Бюро мелиорации США завершило строительство плотины Гувера в каньоне Блэк, на реке Колорадо. Выше плотины образовалось водохранилище Мид — крупнейшее водохранилище США, заполнение которого происходило на протяжении более двух лет. Строительство плотины было важным шагом к стабилизации нижнего течения реки. Вода из водохранилища выше плотины активно забирается для орошения полей, кроме того, плотина обеспечивает контроль потока во время наводнений. Во время строительства плотина Гувера была самой высокой плотиной и самой крупной гидроэлектростанцией в мире. Строительство данной плотины послужило началом дальнейшего развития нижнего течения Колорадо: в 1938 году были завершены плотины Империал и Паркер, а в 1950 году — плотина Дэвис.

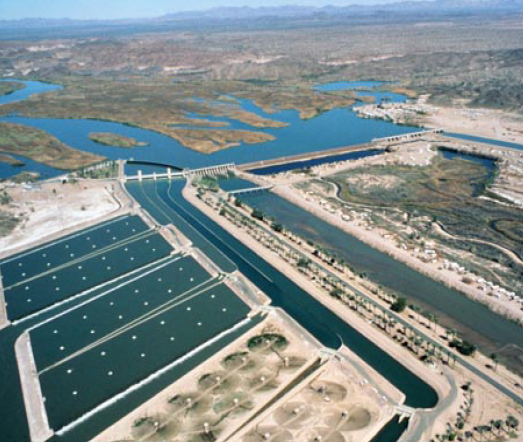
Плотина Империал, 30 км к северо-востоку от города Юма

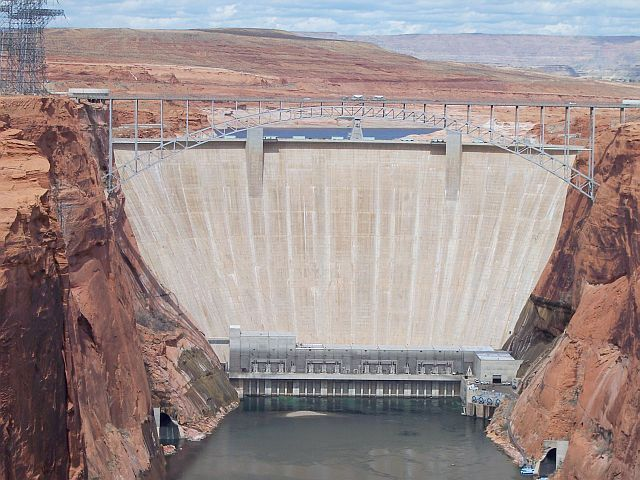
Плотина Глен-Каньон, север штата Аризона (на переднем плане — мост Глен-Каньон)

Плотина Империал, построенная в 30 км выше города Юма, отводит почти всю воду Колорадо в 2 ирригационных канала. Один из них, Олл-Американ-канал, был построен как постоянная замена своего злополучного предшественника, канала Аламо. С расходом воды 740 м³/с, Американский канал является крупнейшим ирригационным каналом в мире, обеспечивая водой около 2000 км² территории в долине Империал. В 1957 Бюро мелиорации завершило строительство второго канала, Хила-Гревити, для орошения территории в 450 км² на юго-западе Аризоны. Штаты нижнего бассейна Колорадо также стремились обеспечить водой реки население крупных и быстро развивающихся городов. В 1941 году был завершён Акведук реки Колорадо, протянувшийся примерно на 400 км от плотины Паркер до агломерации Лос-Анджелеса. Ответвление до Сан-Диего было завершено в 1947 году, обеспечив водой около 3 млн человек, проживающих в городе и его пригородах. Штат Аризона изначально, при своём развитии, полагался на воду реки Хила и её притоков. В бассейне реки были построены плотины Теодор Рузвельт и Кулидж, завершённые соответственно в 1924 и 1928 годах. Тем не менее, активное развитие сельского хозяйства и строительство городов в центральной части штата уже не отвечало возможностям местных рек. Это привело к реализации в 1968 году проекта Сентрал-Аризона, благодаря которому сегодня орошаются около 3400 км² территории и обеспечиваются водой более 5 млн человек от Финикса до Тусона.
В первые десятилетия XX века верхний бассейн реки, за исключением разве что территории штата Колорадо, оставался довольно неразвитым. Использовалась лишь малая часть того объёма воды, который был гарантирован соглашением 1922 года. Ситуация стала меняться с 1950 годов, когда для городского коридора Фронт-Рендж, главным образом агломерации города Солт-Лейк-Сити, стало отводиться больше воды. Другие проекты включают Робертс-Туннел, завершённый в 1956 году и отводящий около 0,078 км³ воды из реки Блу-Ривер для обеспечения города Денвер. Проект Фрайингпен-Арканзас обеспечивал ежегодную переброску 0,0854 км³ воды из реки Фрайингпен в бассейн реки Арканзас. Акт Конгресса 1956 года дал ход проекту Бюро мелиорации, повлёкшему последующее строительство плотин на реках Колорадо, Грин-Ривер, Ганнисон и Сан-Хуан.

## Экология и окружающая среда

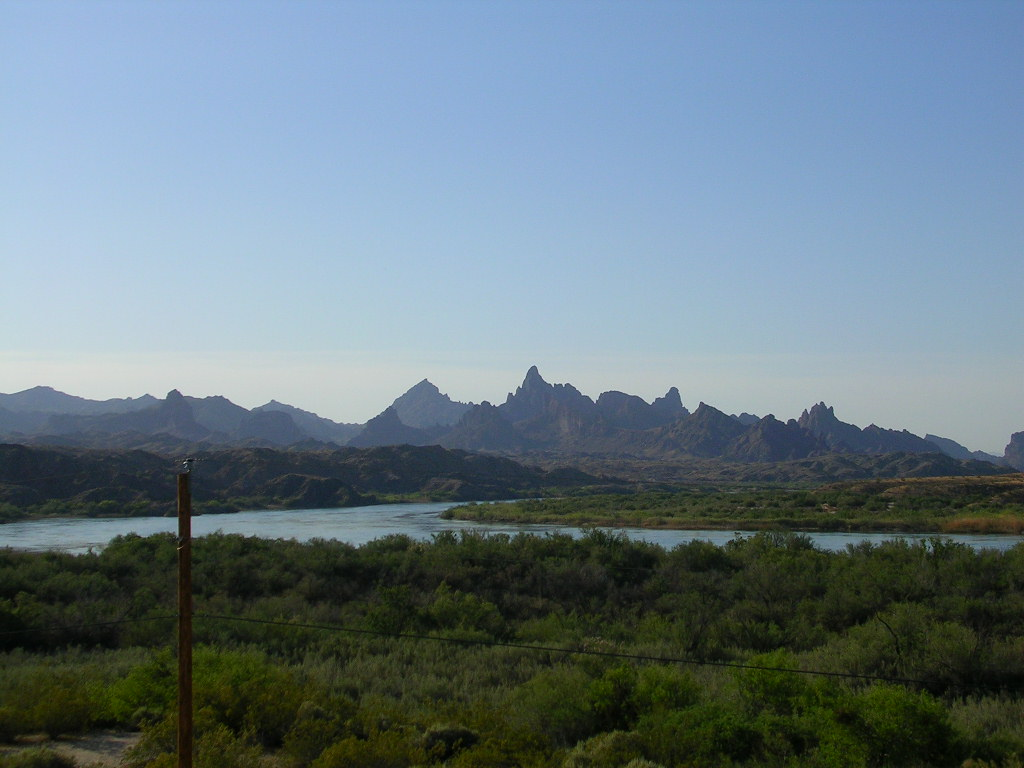
Лесистые берега реки Колорадо вблизи Топок, Аризона

Протекая через районы с аридным климатом, река Колорадо и её притоки часто питают протяжённые коридоры тугайных лесов. Несмотря на то, что тугаи занимают довольно незначительную часть бассейна и то, что они сильно пострадали от инженерных изменений реки, именно эти зоны отличаются наибольшим биологическим разнообразием среди всех мест обитаний в бассейне реки. Наиболее значительные зоны тугаев имеются вдоль нижнего течения, ниже плотины Дэвиса, особенно в районе дельты реки, служащей домом для 358 видов птиц. От сокращения расхода воды в этой части реки и сокращения размеров дельты страдают многие растения, например гребенщик, а также такие виды животных как ягуар и эндемичная для этих мест калифорнийская морская свинья. Тем не менее, развитие реки Колорадо и связанное с этим уменьшение сезонных колебаний расхода воды, помогло созданию совершенно новых зон тугайных лесов, особенно в районе Гранд-Каньона.
В бассейне Колорадо произрастает более 1600 видов растений, начиная от креозотового куста, карнегии и юкки гигантской в пустынях Сонора и Мохаве и заканчивая лесами Скалистых гор и других возвышенностей, представленных главным образом жёлтой сосной, шершавоплодной пихтой, псевдотсугой и елью Энгельмана. До начала вырубок XIX столетия, обширные леса на больших высотах простирались вплоть до современной границы Мексики и США, а потоки, стекающие с этих районов, питали обширные травянистые равнины в долинах рек. В таких засушливых регионах, как верховья реки Грин-Ривер в Вайоминге, национальный парк Кальонлендс в Юте и долина реки Сан-Педро в Аризоне ещё в 1860-х годах были обширные пастбища, где бродили такие крупные млекопитающие, как буйволы и антилопы. Вблизи города Тусон, Аризона, «где сейчас только сухая пустыня, трава когда-то достигала высоты человека, сидящего на лошади».
Реки и ручьи бассейна Колорадо ранее были домом для 49 видов рыб, из которых 42 вида были эндемиками. Инженерные проекты, изменившие течение реки, привели к вымиранию 4 видов и сильному сокращению популяций 40 видов. 4 вида рыб (gila elegans, xyrauchen texanus, ptychocheilus lucius и gila cypha) находятся под угрозой исчезновения; все они уникальны для системы реки Колорадо и хорошо приспособлены к естественным условиям илистых рек и к колебаниям уровня воды. Чистая и холодная вода, выпускаемая плотинами, сильно изменила характеристики мест обитания этих и других рыб бассейна реки Колорадо.

## Туризм

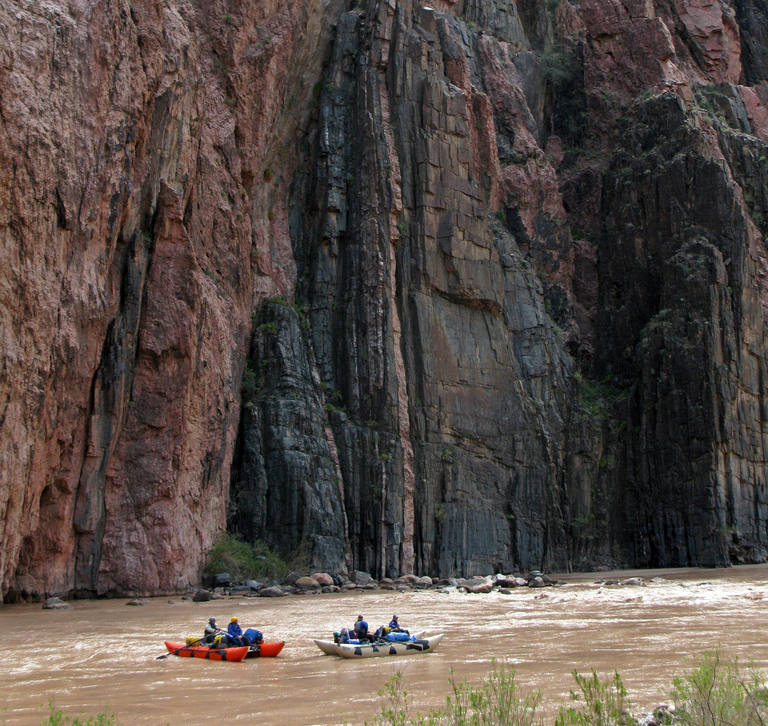
Сплав на реке Колорадо

Известная своими порогами и каньонами, Колорадо — одна из наиболее привлекательных бурных рек США. Участок реки, проходящий через Гранд-Каньон, через который ежегодно сплавляются более 22 000 человек, был назван «дедушкой рафтинга». Сплавы через Гранд-Каньон обычно начинаются в Лис-Ферри и продолжаются до Диаманд-Крик или водохранилища Мид; их продолжительность составляет от 1 до 18 дней (для коммерческих сплавов) и от 2 до 25 дней (для частных сплавов). Организация частных сплавов довольно сложна из-за того, что Служба национальных парков ограничивает прохождение речного транспорта в целях охраны окружающей среды. Людям, которые предполагают такой сплав зачастую приходится ждать долгое время, иногда даже более 10 лет, прежде чем им представится такая возможность.
Популярными трассами для рафтинга являются и некоторые другие участки реки и её притоков, в том числе каньон Катаракт и многие участки в верховьях Колорадо. Так, через небольшой участок длиной около 7 км выше городка Радиум ежегодно проходит более 60 000 сплавщиков. Верховья реки также включают множество сложных порогов, включая каньон Гор, который считается «не рекомендуемым для прохождения». Участок выше города Моаб, известный как «Дейли» является самым популярным в Юте с более чем 77 000 сплавщиков в один только 2011 год. Каньоны Грей и Десолейшн на реке Грин-Ривер, а также менее сложный участок «Гусенекс» на реке Сан-Хуан также посещаемы сплавщиками.
На территории бассейна реки Колорадо располагаются 11 национальных парков США: Арчес, Чёрный Каньон Ганнисона, Брайс-Каньон, Каньонлендс, Капитол-Риф, Гранд-Каньон, Меса-Верде, Петрифайд-Форест, Роки-Маунтин, Сагуаро и Зайон. Кроме того, здесь имеется множество национальных лесов, парков штатов и других природоохранных зон. В этих зонах предлагаются такие виды отдыха как пешеходный туризм, катание на лыжах, рыбалка и другие. Тем не менее, на многих реках бассейна рыбалка сильно сокращает свои возможности из-за загрязнённых стоков горнодобывающей промышленности и сельского хозяйства. Популярным местом летнего отдыха являются также водохранилища. Так, водохранилище Пауэлл и окружающая его зона отдыха Каньон Глен привлекают более 2 млн посетителей в год, тогда как водохранилище и зону отдыха Мид по данным на 2008 год посетили около 7,9 млн человек.